# Palorchestes
Palorchestes ('saltador antic') és un gènere de mamífer diprotodont extint de la família dels palorquèstids. Era gros com un cavall.

## Descripció
Les espècies del gènere Palorchestes s'assemblaven físicament a un tapir gros. Mesuraven fins a 2,5 metres de llargada. La forma i la posició dels ossos del nas indiquen que tenia una trompa. Les potes anteriors eren grans i les potes posteriors bastant poc desenvolupades. Tant els dits de les potes anteriors com els de les posteriors tenien urpes força grans. L'estructura del maxil·lar inferior mostra que aquests animals tenien una llengua llarga, com les girafes d'avui en dia. Les dents eren bastants complexes.

## Comportament i ecologia
L'estructura complexa de les dents ensenyen una alimentació amb moltes fibres, com escorça, que podia ser arrancada dels arbres amb les urpes. Les urpes també podien ser utilitzades per excavar arrels o fer caure branques d'arbres per consumir-ne les fulles.

## Distribució
Se n'han trobat restes fòssils a Austràlia.